# Історія Середзем'я
«Історія Середзем'я» (англ. The History of Middle-earth) — серія з дванадцяти книг, скомпільована  Крістофером Толкіном і узагальнююча ранні невидані чернетки його батька, англійського письменника Дж. Р. Р. Толкіна. Серія видавалася посмертно, починаючи з 1983 по 1996 роки. Книги цієї серії, не входять в «канон» Середзем'я, проте розкривають багато невідомих подробиць його історії, географії та мов. Видання «Історії Середзем'я» не є романами і не мають цілісного сюжету. Подібно виданому раніше «Сильмариліону», вони представляють собою загальний опис подій і явищ в Арді і переказ біографій деяких героїв. Поряд з «Сильмариліоном» використовуються як опис історії Середзем'я.

## Книги серії
- Книга Втрачених сказань, том 1 (англ. The Book of Lost Tales, part 1; 1983)
- Книга Втрачених сказань, том 2 (англ. The Book of Lost Tales, part 2; 1984)
- Балади Белеріанда (англ. The Lays of Beleriand; 1985)
- Улаштування Середзем'я (англ. The Shaping of Middle-earth; 1986)
- Втрачений шлях та інші історії (англ. The Lost Road and Other Writings; 1987)
- Повернення Тіні (англ. The Return of the Shadow; «Історія Володаря Перснів», том 1; 1988)
- Зрада Ізенгарда (англ. The Treason of Isengard; «Історія Володаря Перснів», том 2; 1989)
- Війна персня (англ. The War of the Ring; «Історія Володаря Перснів», том 3; 1990)
- Саурон переможений (англ. Sauron Defeated; «Історія Володаря Перснів», том 4; 1992)
- Перстень Моргота (англ. Morgoth's ring; 1993)
- Війна самоцвітів (англ. The War of the Jewels; 1994)
- Народи Середзем'я (англ. The Peoples of Middle-earth; 1996)